# Babiana planifolia
Babiana planifolia là một loài thực vật có hoa trong họ Diên vĩ. Loài này được (G.J.Lewis) Goldblatt & J.C.Manning mô tả khoa học đầu tiên năm 2005.